# Ak Astana-Baba
Ak Astana-Baba är ett mausoleum i provinsen Surchan-Darja i Uzbekistan. Sedan 1 juni 1996 är mausoleet uppsatt på Uzbekistans tentativa världsarvslista.